# Walter W. Bankhead
Walter Will Bankhead (* 21. Juli 1897 in Jasper, Alabama; † November 1988) war ein US-amerikanischer Jurist und Politiker (Demokratische Partei).

## Werdegang
Walter Will Bankhead besuchte öffentliche Schulen. Er graduierte 1916 am Marion Military Institute, 1919 an der University of Alabama in Tuscaloosa und 1920 an deren juristischer Fakultät. Seine Zulassung als Anwalt bekam er im gleichen Jahr und fing dann in Jasper an zu praktizieren. Bankhead verfolgte ebenfalls eine politische Laufbahn. Er nahm 1940 als Delegierter an der Democratic National Convention in Chicago teil. Dann wurde er in den 77. US-Kongress gewählt, wo er vom 3. Januar 1941 bis zu seinem Rücktritt am 1. Februar 1941 verblieb. Danach ging er wieder seiner Tätigkeit als Anwalt nach. Er war Vorsitzender in den Ausschüssen der Bankhead Mining Co., Inc. und der Bankhead Development Co., Inc. Ferner war er Präsident der Mammoth Packing Co. und Bankhead Broadcasting Co., Inc. sowie stellvertretender Vorsitzender im Aufsichtsrat der First National Bank of Jasper. Er bekleidete diesen Posten bis zu seinem Tod 1988.

## Familie
Walter Will Bankhead war der Sohn von John H. Bankhead II und der Enkel von John H. Bankhead, beides US-Senatoren. Ferner war er der Neffe von William B. Bankhead.